# Рігсар

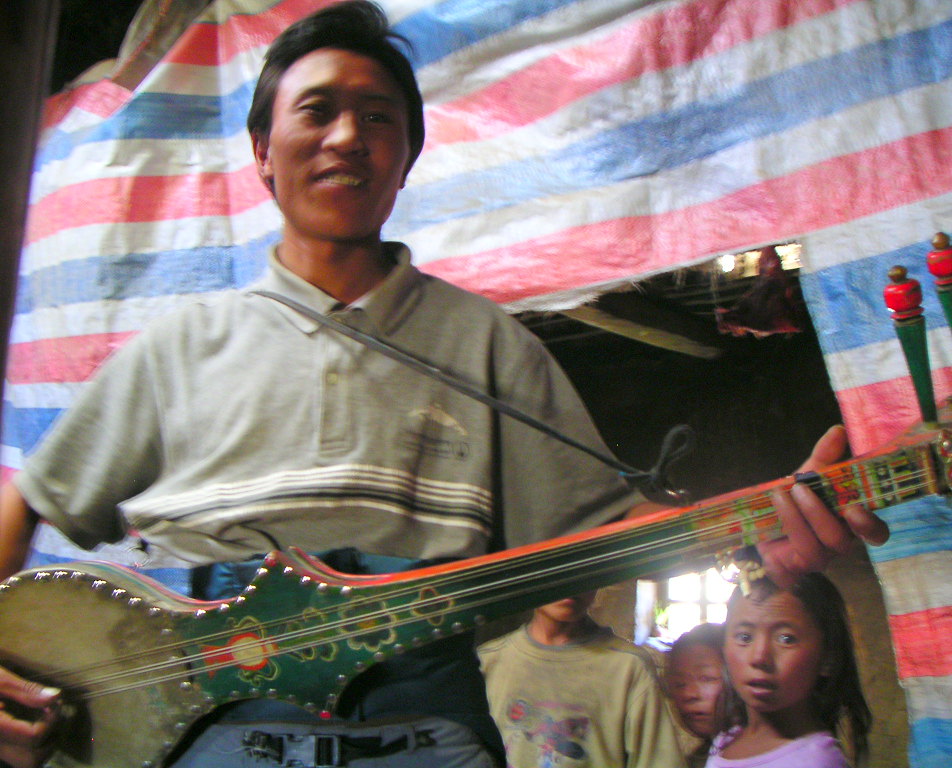
Музикант грає на дран'єні

Рігсар (дзонґ-ке རིག་གསར་, Вайлі: rig-gsar, лат. rigsar; «нова хвиля») — музичний жанр, переважаючий напрямок популярної музики в Бутані. Виконується на дран'єні (вид струнного інструменту), і виник в 1960-і роки. Перша пісня в жанрі рігсар — Zhendi Migo — була копією популярної пісні Sayonara з боллівудського фільму «Любов у Токіо». Пісні у жанрі рігсар виконують на декількох мовах, у тому числі на цангла (шарчоп-кха).
Традиційний дран'єн, різновид народної гітари, для виконання поп-музики був перероблений в рігсар-дран'єн. Рігсар-дран'єн має 15 струн, два нижніх поріжка і додаткові кілки для настройки інструменту.
Протягом 1970-х років популярність рігсара поступово зростала, розвивалися сучасні форми жанру. Великий вплив на розвиток жанру справила пісня Dorozam, яку написав і виконав шкільний учитель Дашо Тінлей. Рігсар став дуже популярним в 1981 році, коли Шера Лендуп став поп-зіркою, виконавши пісню Nga khatsa jo si lam kha lu. Його пісня Ngesem Ngesem 1986 року також мала успіх, а він став першим бутанським музикантом, який почав використовувати синтезатор. З кінця 1980-х років популярність рігсара стала знижуватися, поки не був створений лейбл Norling Drayang, який випустив більше 130 альбомів. Проривом для Norling Drayang став реліз альбому Pangi Shawa, який заклав основу майбутнього розвитку. На початку 1990-х років у жанр було додано більше електронних елементів, часто стали використовувати електрогітари і електробарабани. У 1996 році Суреш Моктан випустив альбом New Waves, який став найкасовішим альбомом Бутану.
Багато жителів Бутану люблять цей жанр за прості, повторювані мелодії, які, як правило, є копіями індійських популярних пісень, або тому, що рігсар не потрапив під вплив традиційної бутанської музики.